# Amberre
Amberre és un municipi francès situat al departament de la Viena i a la regió de la Nova Aquitània. L'any 2007 tenia 478 habitants.

## Demografia

### Població
El 2007 la població de fet d'Amberre era de 478 persones. Hi havia 186 famílies de les quals 36 eren unipersonals (28 homes vivint sols i 8 dones vivint soles), 77 parelles sense fills, 57 parelles amb fills i 16 famílies monoparentals amb fills.
La població ha evolucionat segons el següent gràfic:
Habitants censats

### Habitatges
El 2007 hi havia 222 habitatges, 192 eren l'habitatge principal de la família, 5 eren segones residències i 25 estaven desocupats. 220 eren cases i 1 era un apartament. Dels 192 habitatges principals, 163 estaven ocupats pels seus propietaris, 25 estaven llogats i ocupats pels llogaters i 4 estaven cedits a títol gratuït; 3 tenien una cambra, 12 en tenien dues, 30 en tenien tres, 53 en tenien quatre i 94 en tenien cinc o més. 138 habitatges disposaven pel capbaix d'una plaça de pàrquing. A 86 habitatges hi havia un automòbil i a 97 n'hi havia dos o més.

### Piràmide de població
La piràmide de població per edats i sexe el 2009 era:
| Homes | Edats   | Dones |
| ----- | ------- | ----- |
| 0     | 95 o +  | 0     |
| 1     | 90 a 94 | 0     |
| 2     | 85 a 89 | 6     |
| 0     | 80 a 84 | 1     |
| 16    | 75 a 79 | 11    |
| 14    | 70 a 74 | 11    |
| 11    | 65 a 69 | 11    |
| 8     | 60 a 64 | 12    |
| 13    | 55 a 59 | 11    |
| 16    | 50 a 54 | 8     |
| 12    | 45 a 49 | 18    |
| 18    | 40 a 44 | 14    |
| 11    | 35 a 39 | 15    |
| 18    | 30 a 34 | 11    |
| 17    | 25 a 29 | 17    |
| 7     | 20 a 24 | 11    |
| 19    | 15 a 19 | 11    |
| 10    | 10 a 14 | 12    |
| 12    | 5 a 9   | 11    |
| 13    | 0 a 4   | 15    |

## Economia
El 2007 la població en edat de treballar era de 289 persones, 232 eren actives i 57 eren inactives. De les 232 persones actives 219 estaven ocupades (122 homes i 97 dones) i 13 estaven aturades (3 homes i 10 dones). De les 57 persones inactives 25 estaven jubilades, 15 estaven estudiant i 17 estaven classificades com a «altres inactius».

### Ingressos
El 2009 a Amberre hi havia 203 unitats fiscals que integraven 514 persones, la mediana anual d'ingressos fiscals per persona era de 16.769 €.

### Activitats econòmiques
Dels 16 establiments que hi havia el 2007, 3 eren d'empreses de fabricació d'altres productes industrials, 6 d'empreses de construcció, 2 d'empreses de comerç i reparació d'automòbils, 3 d'empreses immobiliàries, 1 d'una empresa de serveis i 1 d'una entitat de l'administració pública.
Dels 8 establiments de servei als particulars que hi havia el 2009, 1 era un taller de reparació d'automòbils i de material agrícola, 2 paletes, 3 fusteries, 1 lampisteria i 1 agència immobiliària.
L'únic establiment comercial que hi havia el 2009 era una joieria.
L'any 2000 a Amberre hi havia 36 explotacions agrícoles que ocupaven un total de 990 hectàrees.

## Poblacions més properes
El següent diagrama mostra les poblacions més properes.